# توماس أوكلي
توماس أوكلي (بالإنجليزية: Thomas J. Oakley)‏ (و. 1783 – 1857 م) هو سياسي، وقاض، ومحام من الولايات المتحدة الأمريكية ولد في بوكيبسي.
وهو عضو في الحزب الديمقراطي الأمريكي .

## التعليم
تعلم في جامعة ييل.